# 2度目の二十歳
『2度目の二十歳』（にどめのはたち、原題：두번째 스무살）は、2015年に韓国のtvNで放送された連続テレビドラマ。チェ・ジウ演じる、10代で結婚し家族のために人生を捧げてきた主婦が大学に進学し自分らしい生き方を見つけ出す物語。1話約62分で全16話。

## あらすじ
19歳で結婚出産を経験し、家族のために尽くして生きてきたハ・ノラ（チェ・ジウ）は38歳となったある日、日頃から話の合わない大学教授の夫キム・ウチョル（チェ・ウォニョン）から離婚を突き付けられてしまう。自分とはレベルが違う夫に愛想尽かされたと考えたノラは、離婚を考え直してもらおうと若い頃に出来なかった勉強を始め大学進学を控えた息子ミンス（キム・ミンジェ）とともに大学受験に挑戦する。夫が働くヨンジュ大学を受けるが不合格となり滑り止めで受けた大学から補欠合格の連絡が来るが、その大学は息子ミンスが進学するウチョン大学で夫と息子からは進学に大反対を受けてしまう。しかし同時期に病院の検診で余命半年の膵臓がんと誤診されたノラは自分の人生を見つめなおし家族に内緒で大学に進学することを決意する。

## 登場人物
ハ・ノラ
演 - チェ・ジウ（少女時代：ハ・スンリ）
19歳の時に結婚し息子のミンスを出産。38歳になるまで専業主婦として家族のために生きてきた。夫から離婚を突きつけられたことをきっかけに大学受験に挑戦し、ウチョン大学人文学部に入学。10代の頃は芸術高校に通いダンサーになることを夢見ていた。
チャ・ヒョンソク
演 - イ・サンユン（少年時代：キム・ヒチャン）
ウチョン大学の演劇学科教授で有名演出家。ノラの高校の同級生で高校時代ずっとノラに想いを寄せていたがノラがある日突然結婚して目の前から去り失恋する。大学ではノラに冷たく当たるが学生生活で一人浮き苦労するノラを放っておけない。
キム・ウチョル
演 - チェ・ウォニョン（少年時代：カン・テオ）
ノラの夫。ヨンジュ大学の心理学科教授だったがウチョン大学に移る。20年前、初舞台でダンスを披露していた5歳年下のノラと出会い結婚し夫婦でドイツに渡る。権威主義な考えを持ち、私生活ではノラに高慢な態度を取り続ける。
キム・ミンス
演 - キム・ミンジェ
ノラの息子。ウチョン大学政経学部1年生。真面目な優等生で父親から厳しく管理されており恋愛をしたら兵役に行かされる事になっている。最初は母親が自分と同じ大学に進学する事に嫌悪感を示すが、次第に母の生き方に肯定的な考えを持つようになる。
オ・ヘミ
演 - ソン・ナウン
ウチョン大学人文学部1年生。ミンスの恋人。大学生活では恋愛を楽しみたいものの自分との交際をオープンにできないミンスに不満を抱いている。教授からセクハラに遭ってるところを同級生のノラに助けられる。
キム・イジン
演 - パク・ヒョジュ
ウチョン大学家庭学科教授。ウチョルの不倫相手。
シン・サンエ
演 - チェ・ユンソ
ウチョン大学演劇学科大学院生。ヒョンソクの助手。
ラ・ユニョン
演 - チョン・スヨン（少女時代：イム・ジヒョン）
ノラの芸術高校時代からの親友。昔からノラとともにダンスをしており現在は舞踏学院の院長。